# 85街-森林公園道車站
85街-森林公園道車站（英語：85th Street–Forest Parkway station）是美國紐約地鐵BMT牙買加線的隔站停靠地鐵站，位於皇后區伍德哈文牙買加大道，設有J線（任何時候停站）列車服務。

## 車站結構
| P 月台層 | 側式月台 | 側式月台                                                                |
| P 月台層 | 西行慢車 | ← 往寬街 (早上繁忙時段往塞普雷斯山、其餘時間往75街-埃爾德斯巷) ← 不停靠 |
| P 月台層 | 尖峰快車 | 沒有軌道和道床                                                          |
| P 月台層 | 東行慢車 | → 往牙買加中心-帕森斯／射手 (伍德哈文林蔭路) → → 不停靠 →               |
| P 月台層 | 側式月台 |                                                                         |
| M        | 夾層     | 閘機、車站詢問處、Metrocard自動售票機                                   |
| G        | 街道層   | 出入口                                                                  |

此站在1917年5月28日啟用，設有兩個側式月台和兩條軌道，中央軌道留有空間。

## 外部連結
- nycsubway.org—BMT Jamaica Line: 85th Street – Forest Parkway
- Station Reporter — J Train
- The Subway Nut — 85th Street–Forest Parkway Pictures（页面存档备份，存于）
- 85th Street entrance from Google Maps Street View
- Platforms from Google Maps Street View